# Prumnopitys taxifolia
Prumnopitys taxifolia é uma espécie de árvore conífera endêmica da Nova Zelândia. Pode ser encontrada nas ilhas do Norte e Sul, e também ocorre na Ilha Stewart, mas é rara lá. Ela cresce até 40 metros de altura, com um tronco até 2 metros de diâmetro. As folhas são lineares e em forma de foice, com 10 a 15 mm de comprimento e 1,5 a 2 mm de largura.